# Што не може нико, можеш ти
Што не може нико, можеш ти је песма српске музичке групе Бајага и инструктори, прављена за студентске протесте 1996/7.

## О песми
Што не може нико, можеш ти написана је специјално за мотивацију студената и позивање људи да их  подрже: Изађи са мном међу свет, ово су дани високог напона. Песма је често пуштана од стране организатора протеста и добија на популарности, а и Бајага и инструктори су наступали на протестима.
Песма је коришћена за председничку кампању Бориса Тадића, ког је подржао Бајага, те није имао ништа против да се употреби у политичке сврхе. Иако није политички ангажован сматрао је да је ово била јасна опција када се бира између радикала и демократа. Такође, наводи да је један од разлога за препуштање песме био и његов пређашњи добар однос са Зораном Ђинђићем. У изборној ноћи, кад Тадић постаје председник 2008. године, заједно су је отпевали.